# Gura Bîcului
Gura Bîcului – gmina i wieś w rejonie Anenii Noi w Mołdawii. Liczy 3401 mieszkańców.
Znajdujący się tu most nad Dniestrem został wysadzony podczas działań wojennych 5 maja 1992. Został odbudowany przez OSCE, ze środków Unii Europejskiej.